# ماتیاس تاس
ماتیاس تاس (استونیایی: Matthias Tass؛ زادهٔ ۲۳ مارس ۱۹۹۹) بازیکن بسکتبال اهل استونی است.
از باشگاه‌هایی که در آن بازی کرده‌است می‌توان به باشگاه بسکتبال کالو اشاره کرد.
وی در مسابقات کشوری و بین‌المللی در مجموع برندهٔ ۱ مدال برنز شده‌است.